# Dalnica (Wyżyna Olkuska)
Dalnica (ok. 465 m) – wzgórze w miejscowości Szklary, w województwie małopolskim, w powiecie krakowskim, w gminie Jerzmanowice-Przeginia. Znajduje się na Wyżynie Olkuskiej będącej częścią Wyżyny Krakowsko-Częstochowskiej.
Dalnica wznosi się na wierzchowinie Wyżyny Olkuskiej, wśród pól uprawnych prawej, biegnącej w kierunku Kolonii Zachodniej odnogi Doliny Szklarki. Znajduje się po wschodniej stronie drogi biegnącej przez Kolonię Zachodnią, pomiędzy Słonecznymi Skałami (na północy) i Witkowymi Skałami (na południu). Jest całkowicie porośnięta lasem liściastym.
W Dalnicy znajdują się trzy schroniska (niewielkie jaskinie): Komórka w Dalnicy, Szczelina w Dalnicy Pierwsza, Szczelina w Dalnicy Druga.

## Przypisy

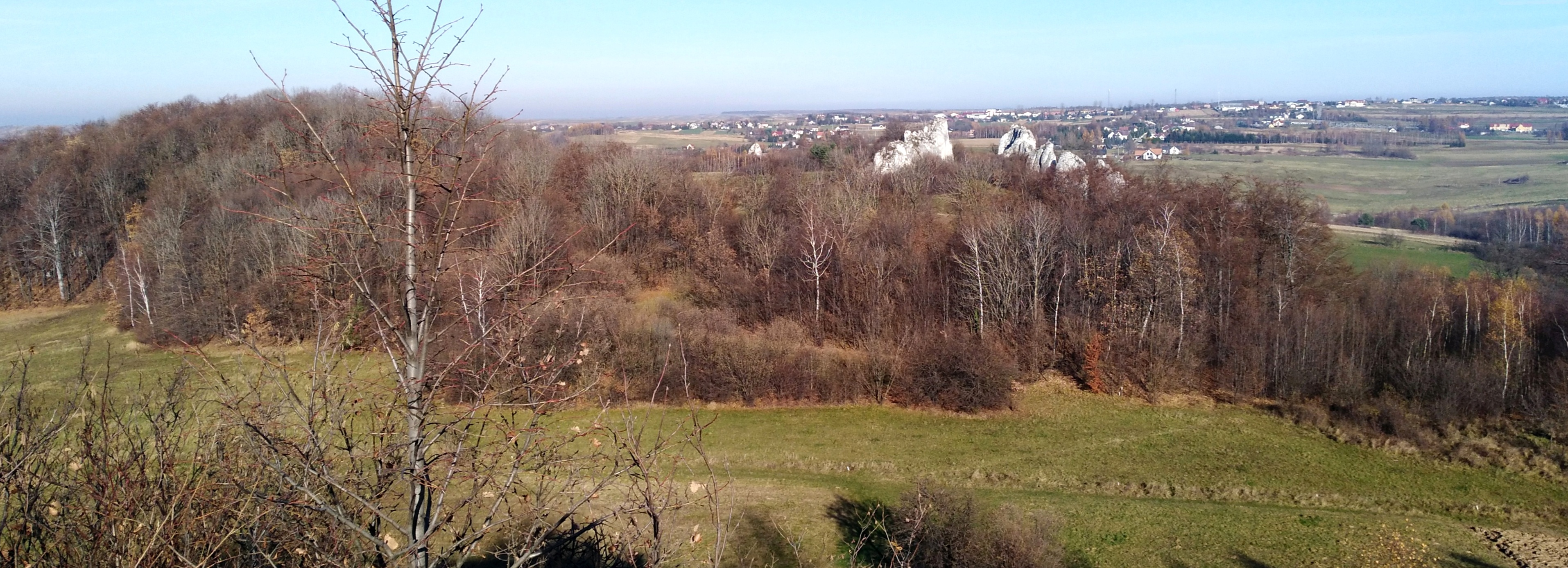
Widok z Witkowych Skał na Dalnicę i Słoneczne Skały